# Traquet de Seebohm
Oenanthe seebohmi
Espèce
Statut de conservation UICN

 LC  : Préoccupation mineure
Le Traquet de Seebohm (Oenanthe seebohmi) ou traquet du Maghreb, est une espèce de passereaux de la famille des Muscicapidae.
Son nom commémore l'industriel, voyageur et ornithologue amateur Henry Seebohm (1832-1895).
Son aire s'étend à travers le Rif, l'Atlas marocain, l'Aurès et le Djurdjura ; il hiverne au Sahel (Sénégambie, Guinée-Bissau, sud de la Mauritanie, ouest du Mali et du Burkina Faso et nord de la Guinée).